# Sara Loshová
Sara nebo Sarah Loshová (1786 Wreay – 29. března 1853 Woodside) byla anglická architektka. Byla majitelkou pozemků ve Wreay v Cumberlandu (dnes Cumbria), kde se nachází její hlavní dílo, kostel svaté Marie. Ten se stal předzvěstí hnutí Arts and Crafts a patří do skupiny se stavbami a památníky, které Loshová postavila.

## Život
Sara Loshová se narodila v roce 1786 jako nejstarší dcera podnikatele Johna Loshe a jeho manželky Isabelly (rozené Bonner). Narodila se kolem Nového roku 1786 a pokřtěna byla 6. ledna 1786. Její otec vlastnil pozemky ve Woodside a byl spolu se svým bratrem Williamem Loshem společníkem v továrně na alkálie ve Walkeru v Tyneside, která byla součástí firmy Losh, Wilson and Bell. V roce 1799 ji zemřela matka a dvanáctiletou Sáru a její sestru Kateřinu (nar. 1788) vychovávala jejich teta Margaret Loshová a její manžel James ve Woodside v hrabství Cumbria. Jeden z jejích bratrů zemřel mladý a druhý byl mentálně postižený, takže se Sara a její sestra Kateřina staly spoludědičkami otcova majetku. Ani jedna z nich se nevdala a Sára zdědila Kateřinin podíl po její smrti v roce 1835.
James Losh byl advokátem a později městským soudcem v Newcastlu. Byl považován za liberálního intelektuála, byl významným členem městské Literární a filozofické společnosti (Literary and Philosophical Society) a přátelil se s básníky Williamem Wordsworthem, Samuelem Taylorem Coleridgem, Robertem Southeym a básnířkou Dorothy Wordsworthovou.
Učitelé popisovali Loshovou jako „výjimečně dobrou“ žákyni, která mluvila plynně francouzsky a italsky a znala také řečtinu a latinu. V roce 1814 a 1817 podnikla se svým strýcem Williamem a sestrou dlouhou cestu po Evropě. Přesný itinerář cesty není znám, ale všichni tři navštívili především kostely a archeologická naleziště ve Francii, Itálii a Německu. Loshová si během této doby psala podrobný deník v sedmi svazcích, který doplňovala kresbami a popisem lidí, krajiny a architektury. Ačkoli se nikdy neprovdala, mohla být zamilovaná do svého přítele ze školy, majorem Thainem, který byl v roce 1842 zabit v Chajbarském průsmyku.
Sara Loshová zemřela ve Woodside 29. března 1853 a byla pohřbena na hřbitově ve Wreay, kde má společný hrob se svou sestrou Kateřinou.

## Architektura
Loshová navrhla, financovala a postavila několik projektů ve Wreay a okolí od konce 20. let 19. století. Příkladem je replika Bewcastleského kříže, který byl vztyčen v roce 1835 jako památník jejím rodičům, a zahradě panství Woodside založila „pompejský dvůr“ a později i domek podle vzoru domu učitele v Pompejích. Hloubila také studny a stavěla vesnické školy. V roce 1840 byla stará kaple ve Wreay ve špatném stavu. Loshová nabídla, že poskytne pozemek a zaplatí výměnu, pokud dostane volnou ruku při projektování. Povolení bylo uděleno fakultativně v květnu 1841.
Loshová vycházela ze svého návrhu raně křesťanské baziliky s obdélníkovou lodí bez uliček, která byla zakončena půlkruhovou apsidou. Styl označila jako „raně saský nebo modifikovaný lombardský.“ Apsida má sloupy mezi prostory pro 13 sedadel. Oltář je deska z italského mramoru na mosazných orlicích. Vnitřní i vnější plochy zdobí naturalistické kamenné řezby zkamenělin, rostlin a zvířat, z nichž mnohé vytvořil William Hindson, syn místního stavitele. Sára a její bratranec William vytesali křtitelnici z alabastru.
Kostel byl dokončen nákladem 1 200 liber a vysvěcen v prosinci 1842. Je památkově chráněn jako listed building II* stupně. Na hřbitově se nachází podobně památkově chráněné mauzoleum II stupně, které nechala postavit Loshová v roce 1850 na památku své sestry Kateřiny.
Loshová pracovala také na obnově kostela svatého Jana Evangelisty v Newton Arlosh.

## Galerie

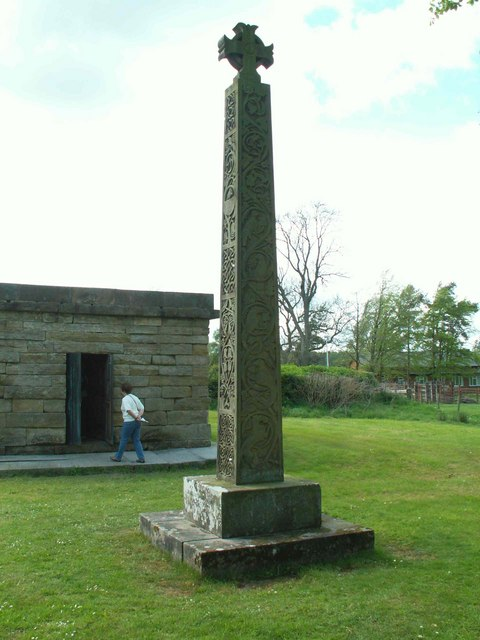
Replika Bewcastlského kříže
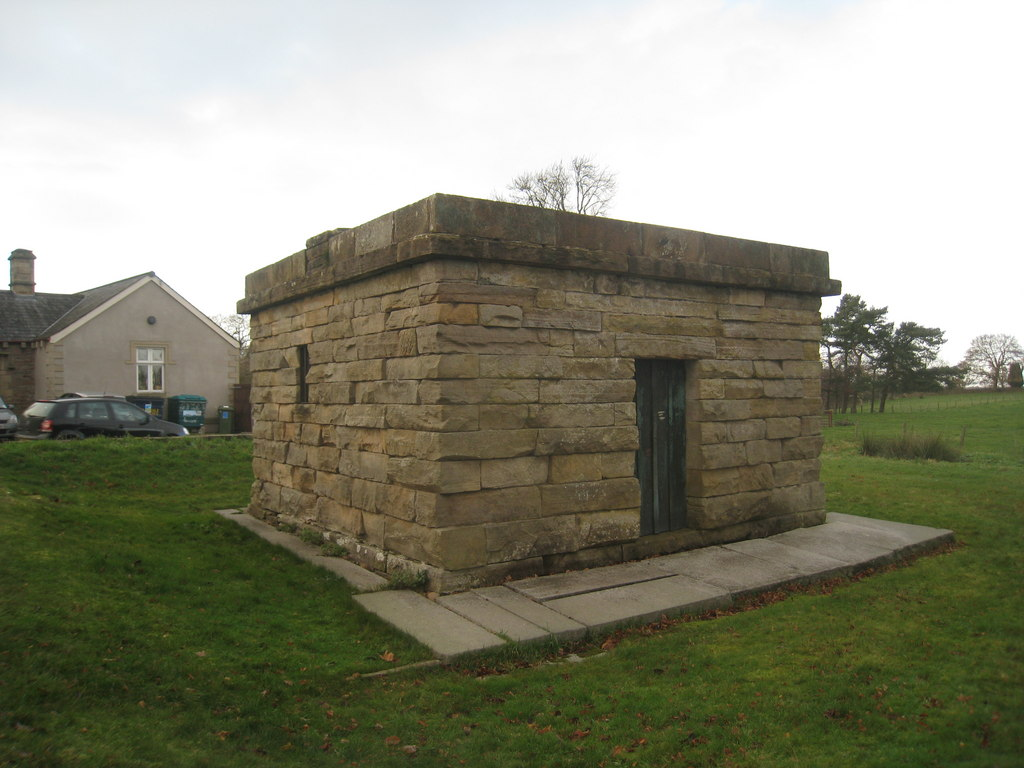
Mausoleum Wreay
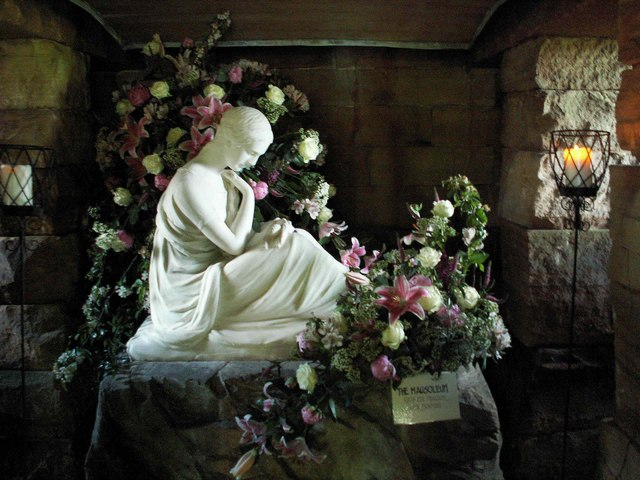
Mramorová socha Kateřiny v mausoleu
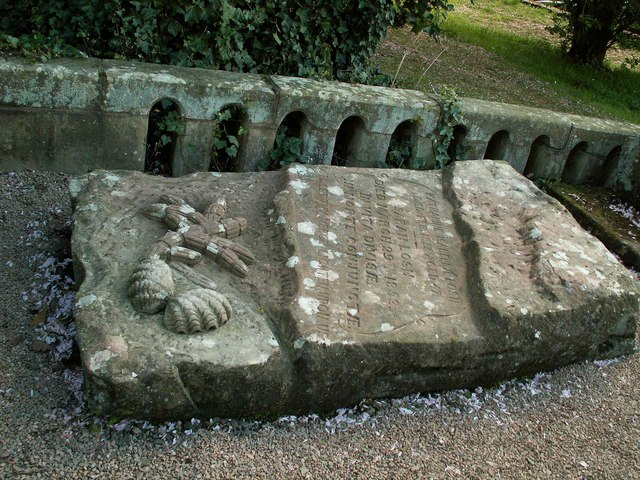
Náhrobní kámen Kateřiny a Sarah Loshové
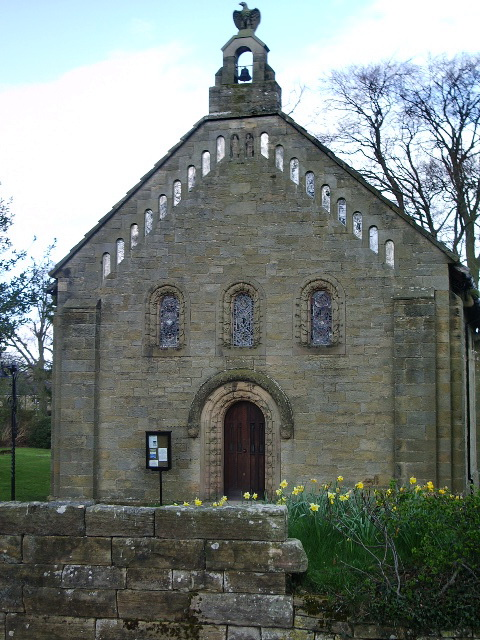
Průčelí kostela svaté Marie, Wreay
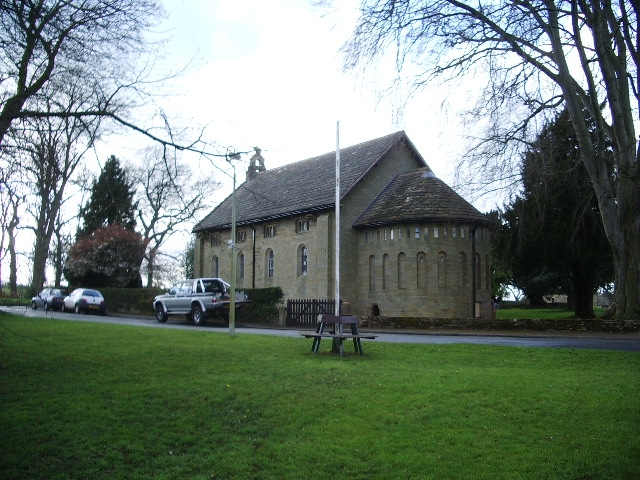
Závěr kostela svaté Marie, Wreay
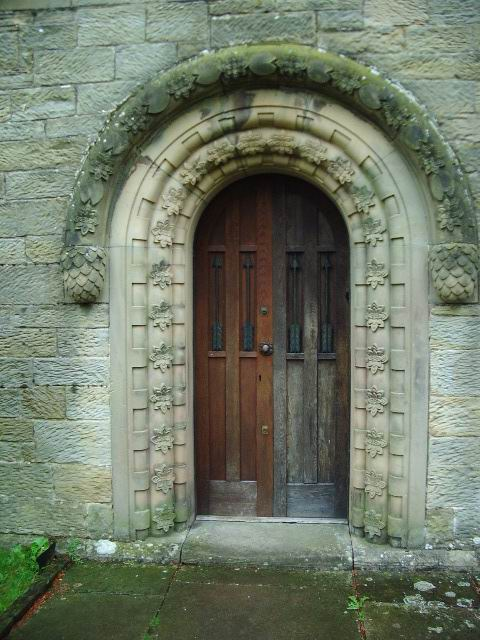
Portál kostela svaté Marie, Wreay
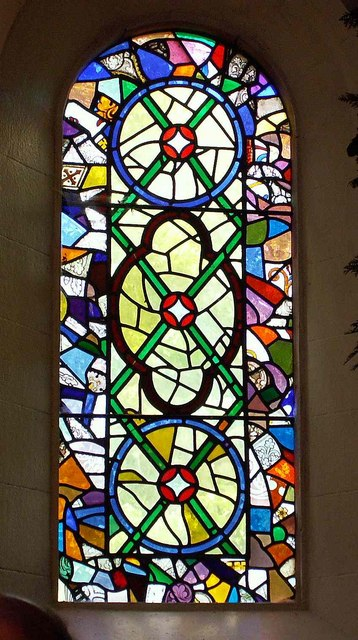
Vitráž okna kostela svaté Marie, Wreay
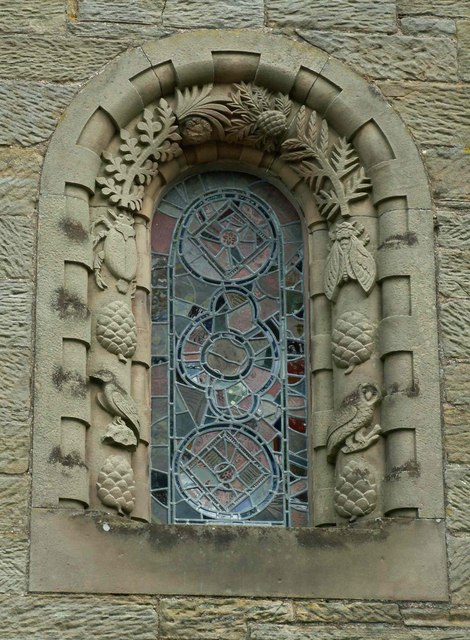
Okno s dekorací fosilií kostela svaté Marie, Wreay